# Дымяночка
Дымя́ночка (лат. Fumariola) — монотипный род травянистых растений семейства Маковые (Papaveraceae) с единственным видом — Дымяночка туркестанская (Fumariola turkestanica), редчайшим эндемиком Алайского хребта.

## Распространение
Алайский хребет на территориях Узбекистана и Кыргызстана.

## Места обитания
Трещины и эрозионные впадины круто-наклонных и отвесных известняковых скал, преимущественно северо-восточных экспозиций, реже встречается у подножия скал. Произрастает на высотах 1050–1500 м над уровнем моря.

## Ботаническое описание
Однолетнее сизоватое растение со слабым нитевидным многоразветвлённым от основания стеблем до 6–15 см высоты. 
Листья на длинных нитевидных черешках, дважды тройчаторассечённые, голые; сегменты 2–3-лопастные или рассечённые на линейные дольки, на длинных черешочках с сидячими, обратно-продолговатыми долями или рассечённые на линейные дольки. 
Соцветие — зонтиковидная немногоцветковая кисть, супротивная листу, на длинном цветоносе, но короче листьев,  немногоцветковая. Прицветники очень мелкие, чешуевидные. Чашелистики чешуевидные, по два. Цветки по 2—10 в соцветии, мелкие, с бледно-жёлтым венчиком. Наружные лепестки уплощённые, широкие, нижний обратнояйцевидный, верхний — узкообратнояйцевидный, у основания с мешковидным выступом; внутренние лепестки узкие и короткие, у верхушки на спинке крылато-килеватые. Тычинок 2, каждая с 3 пыльниками. 
Завязь с одним семязачатком, продолговатая; рыльце обратнояйцевидное. Плод — орешек около 3 мм длиной и 1 мм шириной, при созревании чернеет.

## Биология
Цветёт в мае–июне, плодоносит в июле–августе.

## Классификация

### Таксономия
Fumariola Korsh., 1898, Izv. Imp. Akad. Nauk, ser. 5, 9: 403
Род Дымяночка относится к трибе Дымянковые (Fumarieae) подсемейства Дымянковые (Fumarioideae) семейства Маковые (Papaveraceae) порядка Лютикоцветные (Ranunculales). Таксономическая схема в соответствии с Системой APG IV по состоянию на август 2024 года:
|  |                          |  |                                   |                                   |                   |  | еще 6 семейств | еще 6 семейств     |                         |  |                      |  | еще 20 родов | еще 20 родов |  |
|  |                          |  |                                   |                                   |                   |  | еще 6 семейств | еще 6 семейств     |                         |  |                      |  | еще 20 родов | еще 20 родов |  |
|  |                          |  |                                   | порядок Лютикоцветные             |                   |  |                |                    | подсемейство Дымянковые |  |                      |  |              |              |  |
|  |                          |  |                                   | порядок Лютикоцветные             |                   |  |                |                    | подсемейство Дымянковые |  | 1 подтвержденный вид |  |              |              |  |
|  | клада Цветковые растения |  |                                   |                                   | семейство Маковые |  |                |                    | род Дымяночка           |  |                      |  |              |              |  |
|  | клада Цветковые растения |  |                                   |                                   |                   |  |                |                    |                         |  |                      |  |              |              |  |
|  |                          |  | ещё 63 порядка цветковых растений | ещё 63 порядка цветковых растений |                   |  |                | еще 1 подсемейство | еще 1 подсемейство      |  |                      |  |              |              |  |
|  |                          |  |                                   | ещё 63 порядка цветковых растений |                   |  |                |                    | еще 1 подсемейство      |  |                      |  |              |              |  |

### Виды
- Fumariola turkestanica Korsh., 1898 — Дымяночка туркестанская[4]